# El Cortils
El Cortils és una masia situada al municipi de Riudaura a la comarca de la Garrotxa, a 967 metres d'altitud Va ser construïda al segle xviii, i té 501 m² de superfície construïda.

## Descripció
Conjunt situat a la part més alta d'un vessant de suau pendent. La façana principal és la d'accés i s'orienta cap a l'oest. El mas és de volum irregular, essent tres volums rectangulars adossats, amb tan sols baixos en una part de l'edifici, i la resta de baixos i planta baixa. La teulada és en cadascun dels volums de pendent moderat i té dos aiguavessos amb els vessants vers les façanes laterals, amb ràfecs de poca volada.
En el conjunt s'identifica clarament una cabanya, que se situa adossada al mas per la façana nord-est. Cap de les façanes del mas no tenen una simetria clara. En la composició domina el ple respecte del buit. Els murs són de pedra sense tallar, puix que els colors de l'edificació són els propis de la pedra. Les obertures són de diferents mides i proporcions, però en general de proporcions quadrades i petites.